# Église Notre-Dame de Carignan
La collégiale Notre-Dame de Carignan est une ancienne collégiale située à Carignan, en France. Bombardée en 1940, elle a fait l'objet d'une reconstruction considérée comme exemplaire, qui a redonné en particulier à la partie haute de l'église son cachet du XVIe siècle.

## Description
L'édifice a un plan rectangulaire, avec une abside à cinq pans en saillie.
La nef centrale et les bas-côtés ont cinq travées, voûtées sur croisées d'ogives. Quatre chapelles latérales doublent le bas-côté nord. Le chœur s'est vu adjoindre deux tribunes qui partagent le transept en hauteur et donnent une apparence cruciforme à la croisée avec la nef. De l'extérieur, cette symbolique cruciforme apparaît également par le jeu des toitures.
Dans le chœur, une clé de voûte aux armes de la famille de Savoie se remarque, plus précisément aux armes d'Eugène-Maurice de Savoie-Carignan.
Le bas-côté nord avec ses chapelles latérales et son portail (muré) de style Renaissance en est la partie la plus ancienne. Elle abrite une Vierge à L'Enfant polychrome du XIVe siècle, endommagée pendant la Révolution française, ainsi que plusieurs tableaux et statues plus récents (XVIIe - XVIIIe siècle) dont un grand tableau représentant l'Assomption et une crucifixion de style janséniste, datant de 1780. D'autres tableaux sont au musée de Charleville et attendent leur restauration.
À noter également un tableau représentant l'évêque saint Géry.

## Localisation
L'église est située sur la commune de Carignan, dans le département français des Ardennes.

## Historique
Cette collégiale date du XIIIe siècle. Elle a été remaniée au XVIe siècle et rebâtie de 1661 à 1681, ayant souffert des assauts et bombardements des troupes françaises commandées par le maréchal de Châtillon en 1639,.
La première demande de protection a lieu en 1842, mais c'est en 1990 que l'édifice est classé au titre des monuments historiques.
Il a été bombardé en début de la Seconde Guerre mondiale, et détruit aux trois-quarts. Il a été reconstruit, de façon considérée comme exemplaire, entre 1945 et 1973 sous la direction de trois architectes en chef des Monuments historiques : Yves-Marie Froidevaux, Robert Renard et Jean Rocard. Ces travaux ont redonné leur aspect d'origine à toute la partie haute du bâtiment, en particulier le toit, la charpente, le clocher et la tourelle du transept. Les vitraux modernes sont de Charles Marq.

## Galerie

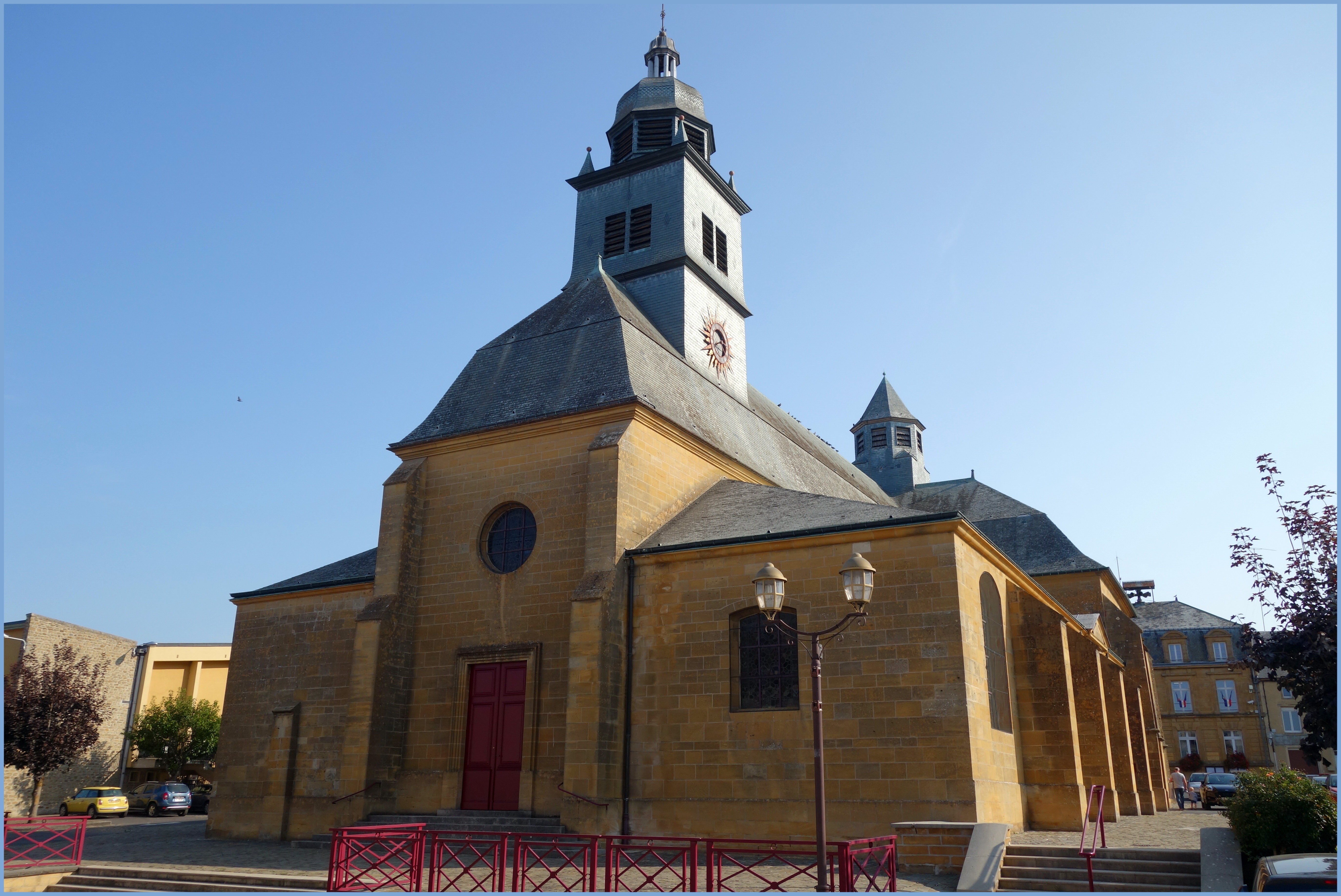
Façade Sud-Ouest.
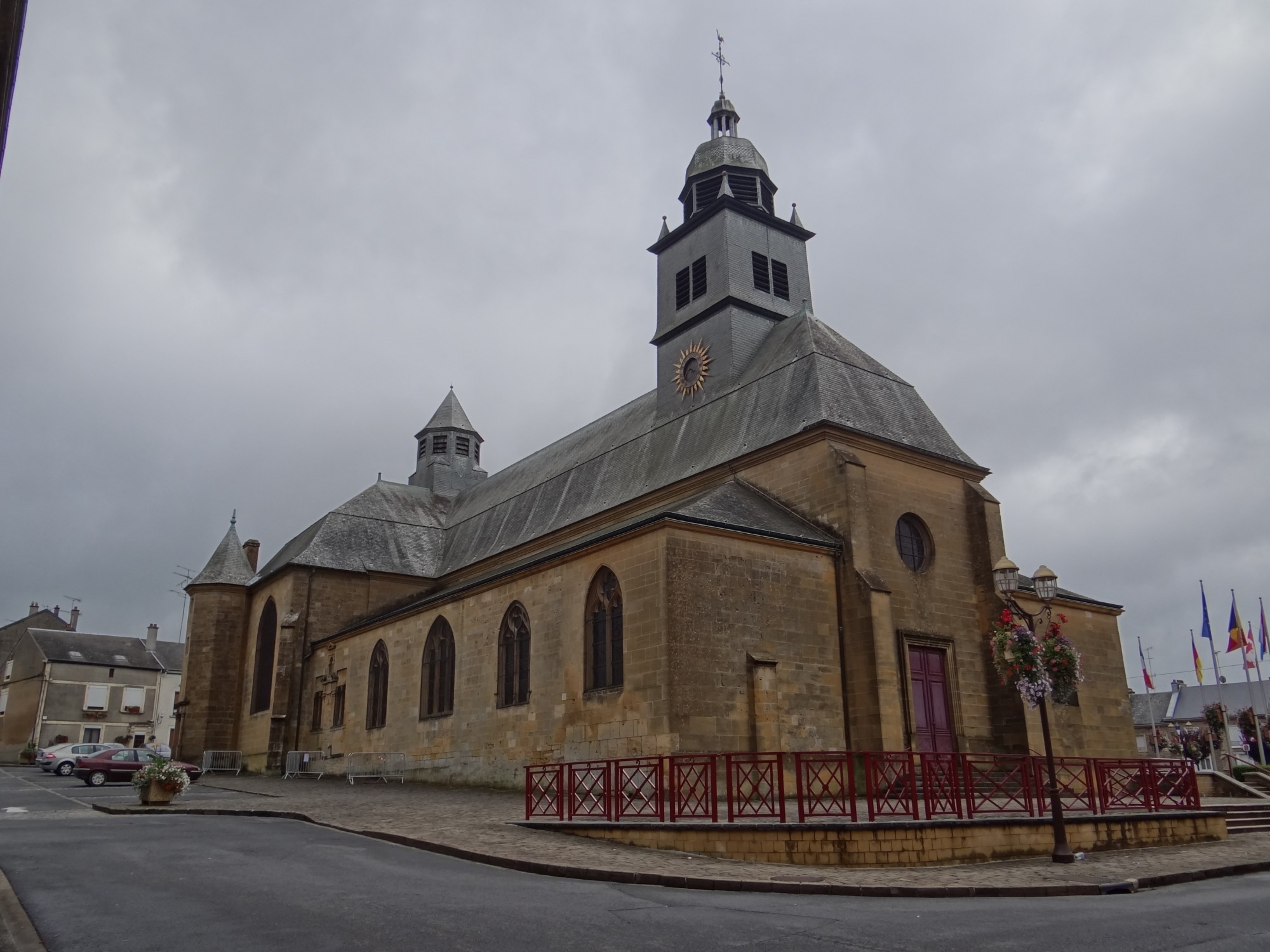
Façades Sud-Ouest et Nord-Ouest.
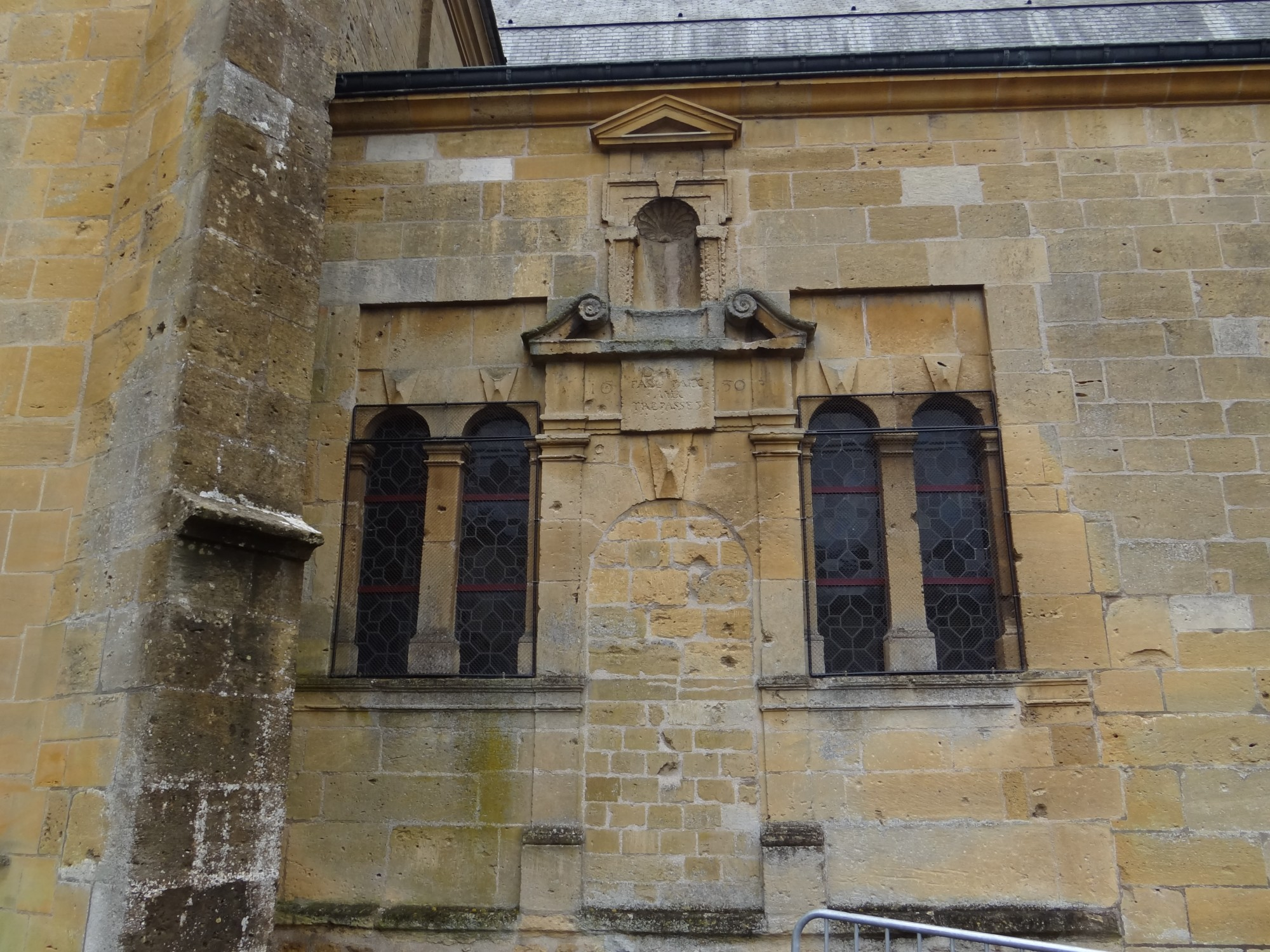
La porte a été murée, elle porte la date de 1630 et la légende au fronton : « Dieu fasse paix aux trépassés ».
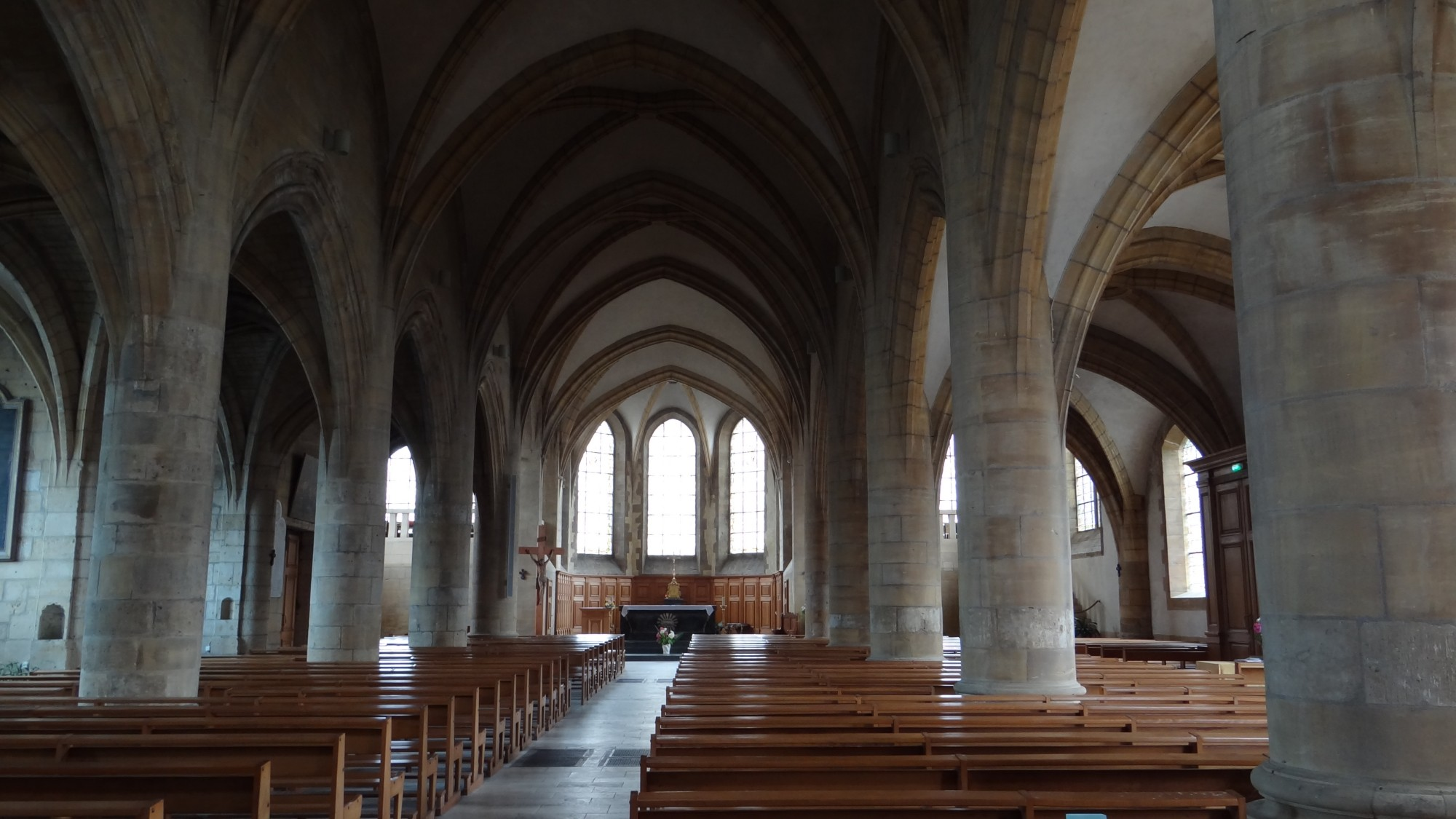
Intérieur, nef.
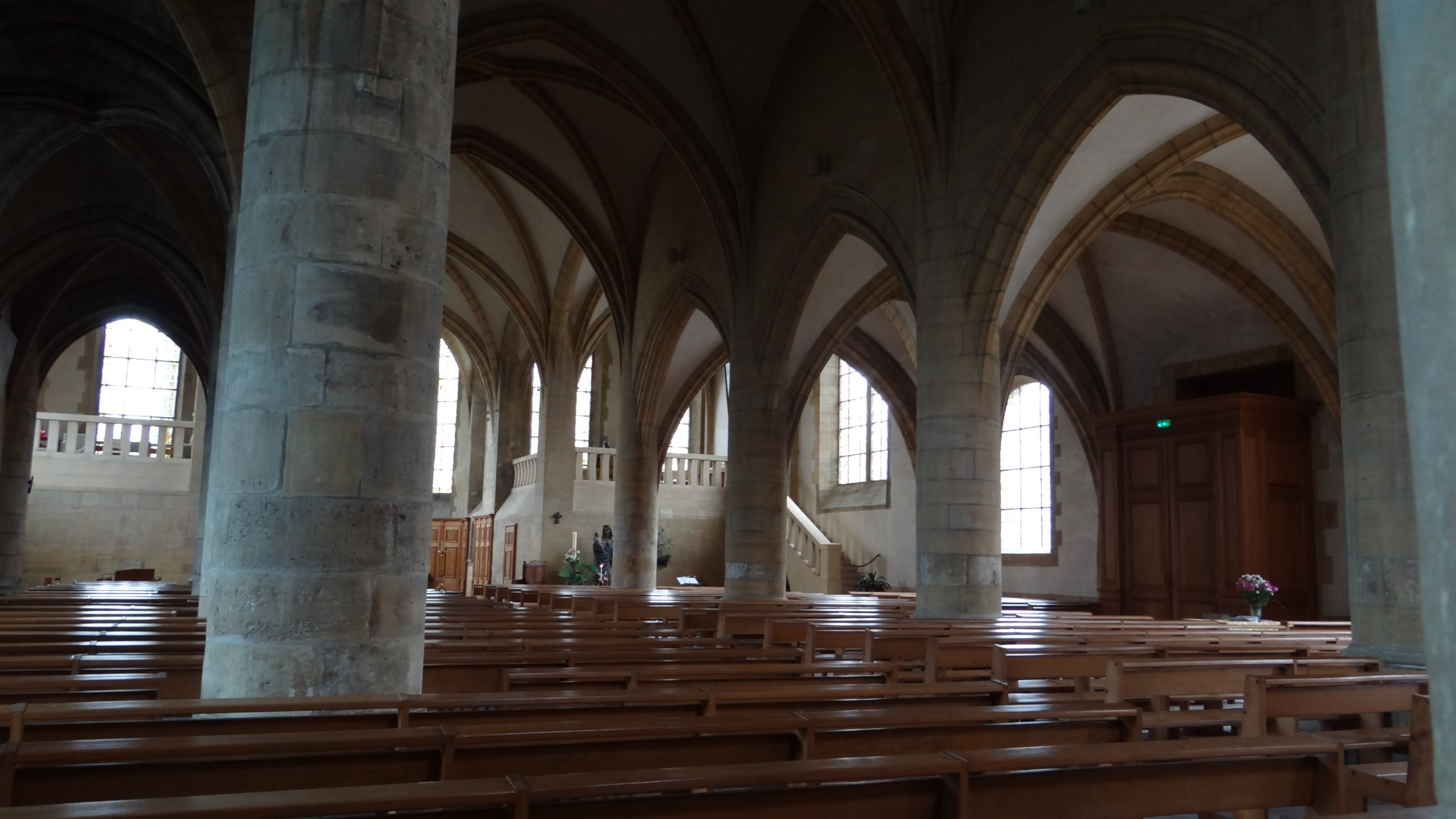
Intérieur, vue du bas-côté.
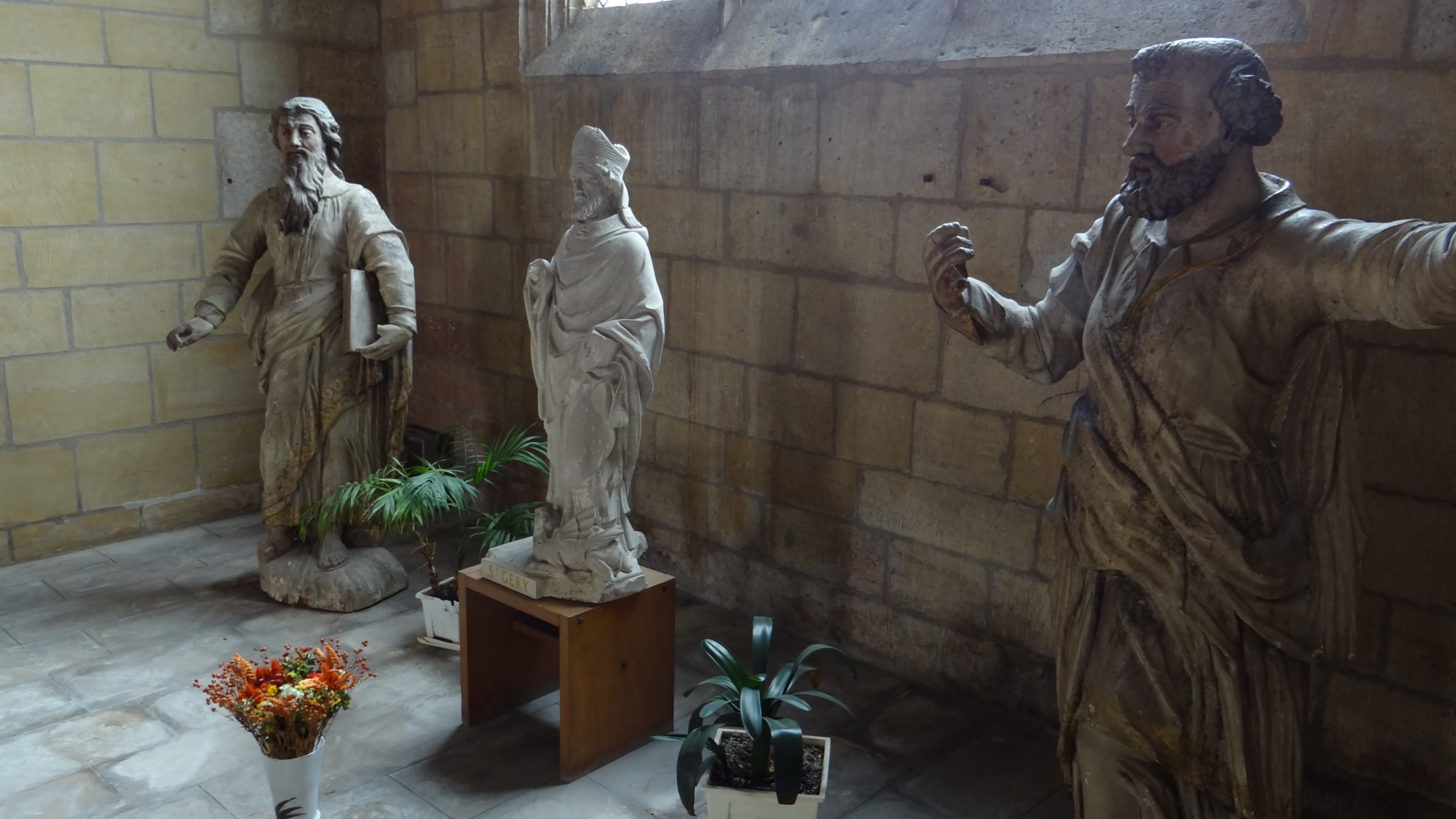
Statue de St-Géry au centre.
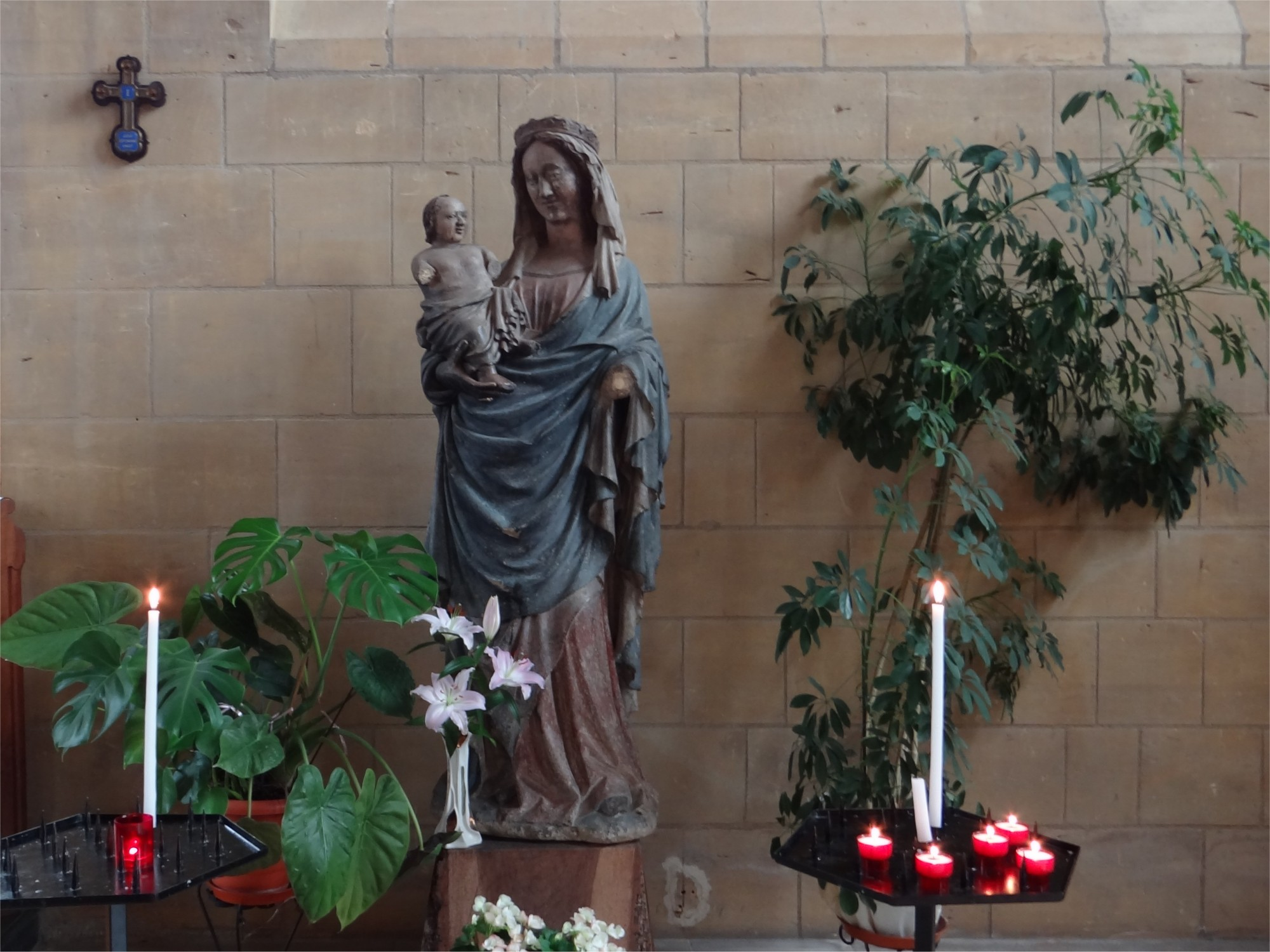
Vierge à l'Enfant.